# Statistica
Statistica (Eigenschreibweise: STATISTICA) ist eine Statistik-Software des Herstellers StatSoft.
Statistica ist eine universelle Software für statistische und grafische Datenanalysen. Sie ist modular aufgebaut und bietet ein breites Spektrum an Methoden. Im Basismodul finden sich grundlegende statistische Auswerteverfahren wie statistische Kennziffern, Korrelationen und Varianzanalyse. Das Zusatzmodul Professionell bietet weitere allgemeine höhere Auswertemethoden. Im Zusatzmodul Industrie sind Prozeduren zusammengefasst, die man vornehmlich im industriellen Kontext anwendet. Hierzu gehören u. a. Qualitätsregelkarten, Prozessanalyse und Versuchsplanung. Weitere Spezialprodukte zum Beispiel für Data-Mining und Multivariate SPC werden ebenfalls angeboten.
Statistica Enterprise bietet zusätzliche Funktionen für einen unternehmensweiten Einsatz: Datenzugriffe auf externe Datenbanken und Standardanalysen lassen sich automatisieren und Ergebnisse an definierte Personen verteilen. Die Ansicht auf das System und die Bedienungsoptionen lassen sich benutzerspezifisch einstellen.
Bei Statistica werden die benötigten Funktionalitäten individuell freigeschaltet. Dies stellt ein Alleinstellungsmerkmal gegenüber den anderen großen Anbietern von Statistiksoftware dar. 
Die kostenlose Programmhilfe wird auch als statistisches Online-Lehrbuch genutzt. StatSoft hat keinen dominanten Branchenschwerpunkt, Statistica wird dementsprechend für vielfältige Aufgaben eingesetzt, wie
- allgemeine Statistik
- Data- und Text-Mining
- industrielle Prozessoptimierung
- Statistische Versuchsplanung
- 6 Sigma
- regulierte Märkte wie Pharma, Food, Finanzwesen